# Karlsbad-Halbmarathon
Der Karlsbad-Halbmarathon (offizieller Name Mattoni Karlovy Vary Half Marathon) ist ein Halbmarathon, der seit 2013 in Karlsbad in Tschechien stattfindet.

## Siegerliste
| Datum        | Männer                           | Zeit (h) | Frauen                      | Zeit (h) |
| ------------ | -------------------------------- | -------- | --------------------------- | -------- |
| 25. Mai 2013 | Daniel Kinyua Wanjiru (KEN)      | 1:03:03  | Mame Feyisa (ETH)           | 1:12:48  |
| 24. Mai 2014 | Mekoneh Mekonen (ETH)            | 1:01:21  | Christelle Daunay (FRA)     | 1:19:17  |
| 23. Mai 2015 | Elijah Tirop Serem (KEN)         | 1:01:01  | Mulu Seboka (ETH)           | 1:09:11  |
| 21. Mai 2016 | Abraham Kasongwor Akopesha (KEN) | 1:02:08  | Joyciline Jepkosgei (KEN)   | 1:09:07  |
| 20. Mai 2017 | Wilfred Kimitei (KEN)            | 1:00:54  | Yvonne Jelagat Morwa (KEN)  | 1:08:19  |
| 19. Mai 2018 | Roman Romanenko (UKR)            | 1:03:58  | Eva Vrabcová-Nývltová (CZE) | 1:11:54  |
| 18. Mai 2019 | Yassine Rachik (ITA)             | 1:02:59  | Lilia Fisikovici (MDA)      | 1:12:34  |